# Corvetta K-225
Corvetta K-225 (Corvette K-225) è un film del 1943 diretto da Richard Rosson e Howard Hawks (non accreditato).